# Rukmini
Prema hinduističkoj mitologiji, Rukmini (रुक्मिणी; Rukmani) bila je velika kraljica te glavna supruga boga Krišne, kao i avatar velike božice Lakšmi, koja donosi sreću i ljepotu. Otac kraljice Rukmini bio je Bhishmaka (भीष्मक), kralj Vidarbhe, dok je Rukminin brat bio Rukmi (रुक्मी), koji se protivio udaji svoje sestre za Krišnu.
Krišna i Rukmini — unatoč činjenici da je Krišna imao još mnoštvo žena — opisani su u svetim spisima kao savršeni par. Rukmini je puna ljubavi i razumijevanja te iznimno odana supruga.

## Druga imena
Druga imena kraljice Rukmini:
- Ruciranana — „ona s lijepim licem”
- Vaidarbhi — „kraljevna Vidarbhe”

## Djeca
Djeca Krišne i Rukmini:
- Pradyumna
- Charudeshna
- Sudesna
- Charudeha
- Sucharu
- Charugupta
- Bhadracharu
- Charuchandra
- Vicharu
- Charu

## Smrt
Nakon Krišnine smrti i uzašašća, Rukmini je postala sati, premda ne na pogrebnoj lomači svog muža.